# PlayStation Vita
PlayStation Vita（プレイステーション ヴィータ、略称: PS Vita）は、ソニー・コンピュータエンタテインメント（略: SCE、現: ソニー・インタラクティブエンタテインメント (SIE)）が2011年12月17日に発売した携帯ゲーム機。

## 概要
PlayStation Portable（以下、PSP）の後継として発売された。公式では、本機を「携帯型エンタテインメントシステム」と表現している。名称については「エンタテインメントと現実の境界を越え、日々の生活そのものを遊びに変えていきたい」という気持ちをこめて、英語の「Life」に相当するラテン語の「Vita」が採用された。
本機は、PlayStation 3（以下、PS3）とほぼ同等のグラフィック性能を有した高スペックな携帯ゲーム機として開発された。PSPの特徴であるマルチメディア機能を踏襲しつつも、UIが刷新されており、Wi-Fiのみならず、3G回線を利用したネットワーク機能が強化されている。メディア媒体、メモリーカードもPSPから大きく変更され、フラッシュメモリータイプのものが採用されており、ロード時間が短縮されている。
PSPが発売された当時とは異なり、本機が発売された頃はiPhone等スマートフォンが本格的に普及し始めており、スマホ専用のアプリゲームが大ヒットしていたことで、ハンドヘルド機の普及が進まなかった。ユーザー層がスマホ市場とバッティングしていた本機は、競合ハードであるニンテンドー3DS以上にその影響を受けることとなり、ハード・ソフト両方において、販売面で苦戦を強いられた。
2019年をもって、全モデルの出荷が終了。生産終了以降SIEは携帯ゲーム機市場から完全に撤退した。PSPは8000万台を売上げたが、本機は推定で1581万台に留まった。ソフトについては、ハードを牽引するキラータイトル不足により、日本国内でミリオンセラーを達成した作品は『Minecraft』のみであり、世界市場でのミリオンセラーも7本のみと少ない。
2021年10月27日に『PlayStation 3』とともにPlayStation Store内でのクレジットカード決済を終了、2022年11月9日には公式ホームページで2023年1月10日14時をもってのサービス終了が伝えられた。しかし、その後サービス終了は撤回されているため、CERO:Z作品のみが配信を終了した。

## 歴史
- 2008年
  - SCEでPlayStation Vita開発プロジェクト開始[9]。
- 2011年
  - 1月27日：PlayStation Meeting 2011にてコードネーム「Next Generation Portable」の名で発表[10]。
  - 6月6日：Electronic Entertainment Expoで、正式名称、モデルの内容、仕様、希望小売価格を発表[5]。希望小売価格はWi-Fiモデルが24,980円（税込）/249USドル/249ユーロ、3G/Wi-Fi対応モデルが29,980円（税込）/299USドル/299ユーロ。
  - 7月20日：PlayStation Vitaコミュニティサイト(現：プレコミュ)が始動。
  - 9月14日：SCEプレスカンファレンスで、日本での発売日や3G回線のキャリアとプリペイドデータ通信プランの内容、周辺機器、同時発売ソフトなどの発表[11]。
  - 9月17日：東京ゲームショウ2011（一般公開初日）にて一般ユーザに初お披露目。
  - 10月18日（現地時間）：サンフランシスコで開催されたWeb 2.0 Summitで、北米地域およびヨーロッパでの発売日が2012年2月22日であることが発表された[12]。
  - 10月21日：SCE香港が香港での発売日を12月23日と発表[13]。
  - 11月11日：公式PS Vitaサイトがリニューアル。
  - 11月16日：PS Vitaコミュニティサイトが、PlayStation全機種対応の「プレコミュ」として再始動。
  - 11月17日：オーストラリアで発売日発表と同時に先行予約開始[14]。
  - 11月19日：PlayStation Vita PLAYキャラバン開始。札幌、福岡（19–20日）、名古屋（26–27日）、大阪（12月3–4日）、東京（10–11日）、ジャンプフェスタ2012（17–18日）。
  - 11月23日：ティザーCM地上波テレビ放送開始[15]。
  - 11月30日：PS3がPS Vita対応アップデート。
  - 12月1日：「遊んだら仲間だ篇①」CM地上波テレビ放送開始。
  - 12月3日：PlayStation Vita先行体験キャンペーン開始（全国161店舗にて16日まで。詳細は各店舗に問い合わせ）[16]
  - 12月6日：UMD Passport開始。
  - 12月8日：「遊んだら仲間だ篇②」CM地上波テレビ放送開始。
  - 12月12日：PLAY篇 Web CM公開[17]。SCE台湾が台湾での発売日を12月23日と発表[18]。
  - 12月15日：PLAY篇CM地上波テレビ放送開始[19]。torneがPS Vita対応のアップデート。
  - 12月17日：日本で発売。発売直後にはユーザーの取り扱い不慣れに起因するトラブルや特定ゲームタイトルのフリーズが取りざたされた[20][21]。
  - 12月23日：台湾と香港で発売。台湾で3G/Wifi版の提携回線業者が発表され、同時に3G/WiFi版が2012年2月17日発売に延期された[22]。
- 2012年
  - 1月5日：全世界累計実売台数50万台突破
  - 1月19日：Flickrアプリケーションを公開。
  - 2月22日：欧米で発売。
  - 2月26日：全世界累計実売台数120万台突破
  - 3月16日：PS VitaやPS3周辺機器3つが「レッド・ドット・デザイン賞 プロダクトデザイン2012」を受賞したとSCEが発表[23]。
  - 3月28日：SCEJがPlayStation Vita Game Conference 2012開催[24]。
  - 3月31日：全世界累計販売台数180万台突破
  - 4月3日：Facebook、foursquareアプリケーション公開[25]。
  - 4月19日：勇者のきろく、めざまし同盟、ペイントパーク公開[26]。
  - 4月25日：Skypeアプリケーション公開[27]。
  - 5月8日：新色「クリスタル・ホワイト」を6月28日[28]、数量限定初音ミク Limited Editionを8月30日に発売[29]すると発表。
  - 6月28日：新色「クリスタル・ホワイト」を発売。
  - 6月末：YouTubeアプリケーションを6月末にSCEJが配信。
  - 6月30日：全世界累計販売台数220万台突破
  - 8月28日：ゲームアーカイブスに対応。
  - 9月19日：カンファレンスイベントで本体の新色「コズミック・レッド」と「サファイア・ブルー」を2012年11月15日に発売することを発表。
  - 10月3日：PlayStation MobileアプリケーションがPlayStation Storeで発売。
  - 10月7日：日本での販売台数が100万台を突破。
  - 12月20日：「torne PlayStation Vita」をPlayStation Storeで発売開始。これによりVitaからnasneをWi-Fi経由で直接操作することが可能になる。
- 2013年
  - 2月18日：Ustreamを使用したプレゼンテーション放送で2013年2月28日からWi-Fiモデルと3G/Wi-Fiモデル共に19,980円に価格改定することを発表[30]。新色、アイスシルバーをファンタシースターオンライン2同梱で価格改定日と同日に発売することを発表[31]。
  - 5月28日：SCEJAがradikoアプリケーションの配信を開始。
  - 9月9日：PS Vitaの新型モデルPCH-2000シリーズ及びテレビ画面でVitaのソフトなどが遊べる「PlayStation Vita TV」を発表。
  - 10月10日：PCH-1000（Wi-Fiモデル）の後継モデルとしてPCH-2000シリーズを日本で発売。3G/Wi-FiモデルはPCH-1100を継続生産・販売。
  - 11月7日：日本での販売台数が200万台を突破。
  - 11月14日：PlayStation Vita TVを日本で発売。
- 2014年
  - 2月7日：PCH-2000モデルをイギリスで発売[32]。
  - 5月6日：PCH-2000モデルを北米で発売[33]。『Borderlands 2』同梱版も発売[34]。
  - 6月28日：日本での販売台数が300万台を突破。
  - 6月10日：PS Vita TVの欧米向けモデルとしてPlayStation TVが発表される[35]。また、PlayStation NowのPS VitaおよびPS TVに対するサービス提供が2014年中にアメリカとカナダで行われると発表される[36]。
  - 6月13日：PCH-2000モデルをフランスで発売。5つのゲームタイトルを同梱した「Action Mega Pack」も発売[37]。
- 2016年
  - 2月末：PS Vita TVの日本での出荷が終了。
  - 5月28日：日本での販売台数が500万台を突破。
  - 12月14日：NTTドコモが3G／Wi-Fiモデルの出荷終了に伴うプリペイドデータプランの提供終了を発表[38]。
  - 12月末：国外市場向けモデルの出荷を終了。
- 2019年
  - 3月：全モデルの生産終了[39]。
  - 3月末：国外市場向けPS Vitaカードの生産・出荷を終了。ただし、国内市場向けのPS Vitaカードは当面の間、生産・出荷を継続する。これによりSIEは国内市場を除き、携帯型ゲーム市場から完全撤退した。
- 2024年
  - 2月26日：PS Vitaアフターサービスが2024年4月25日をもって受付終了されることが発表[40]。

## ハードウェア

### デザイン
PSPのシルエットを継承しつつ、より手に馴染みやすいスーパーオーバルデザインを採用。デザインは曽我部卓が担当した。なお、バッテリーはPSP goと同様にユーザが自身で交換することはできない。これは、背面タッチパッドを採用したためとされている。

このデザインはPCH-1000シリーズのWi-Fiモデルであり、3G/Wi-Fiモデルの場合、方向キー側の側面にSIMカード挿入口がある。

### ディスプレイ
PCH-1000シリーズの本体前面には、マルチタッチに対応した5インチ型の有機ELディスプレイ（総画素数 960×544、約1677万色同時表示）を採用。画素数は従来のPSPの4倍にあたり、1080pのほぼ1/4にあたる。アスペクト比も従来通り16:9である。計算上220dpiとなる。携帯ゲーム機で有機ELディスプレイを搭載するのは初めてとなる。なお、有機ELディスプレイの供給元については公表されていない。PCH-2000シリーズでは液晶パネルに変更されている。タッチペンは静電式対応品であれば操作が可能。
省電力・画面焼付防止機能により、何も操作をしていない状態が1分間続くと輝度が下がって画面表示が薄暗くなる。ソフトウェア側でこの機能をオフにしているアプリケーション（ビデオ再生など）も存在するが、ユーザーがオプション設定で変更することは不可能。ハードが無操作で自動的にスタンバイモードに移行する時間は1分–30分の範囲で設定可能だが、画面が1分で勝手に暗くなる機能に関する設定項目は存在しないため、非対応アプリケーションではムービーやスタッフロールといった通常は入力が必要でないシーンでも定期的に何らかの操作をする必要がある。
なおPSP（PSP-2000/3000型、PSP go）と異なり、映像の外部出力には対応しない。また、PCH-1000のみ本体の上部に未使用のコネクタが存在する。

### 操作・入力
マルチタッチスクリーンに加えて本体背面にもディスプレイの真裏に合わせてマルチタッチパッドを搭載した。モーションセンサー、マイク、カメラの搭載、AR（拡張現実）技術として「ワイドエリアAR」「マーカーレスAR」といった機能もある。AR用のカードは六枚存在し、番号が割り振られているので、対応するARゲームに合わせて使用するカードの番号を合わせる必要がある。
PSPと同様のボタン（それぞれ小さくなっている）に加え、PSPに搭載されていたアナログパッドのかわりに新たな2つのアナログスティックを本体前面の左右に搭載した。電源ボタン、音量ボタンが上部のL,Rトリガーの内側に設置されている。
PSボタンがPSP同様に前面左下にあり、PCH-1000シリーズでは電源状態や新着情報の存在通知を表示する表示ランプも兼ねている。PCH-2000シリーズではPSボタンは点灯しなくなり、電源ボタンの横に二つ設置されたランプのうち右側が通知に対応、左側が電源状態に対応している。
なおPSP goで可能だったPS3のコントローラの接続には対応しない。ただしVita TVでは可能である。

### 記録媒体

PlayStation Vita カード（左）と専用メモリーカード（右）

ゲームソフトの供給には、UMDに代わり、新たに「PlayStation Vitaカード」（フラッシュメモリ）を採用した。PlayStationシリーズ初のカートリッジ式。ゲーム本体以外にダウンロードコンテンツやセーブデータも記録可能で、容量は2GBと4GBがある。
PCH-1000シリーズにはユーザが利用可能な内蔵フラッシュメモリがないため、ダウンロードコンテンツやマルチメディアファイルを保存するには別途専用のメモリーカード（4、8、16、32、64GBの5種類がある）を用意する必要がある。PCH-2000シリーズは本体に1GBの内蔵メモリーを搭載しているが、専用メモリーカードを本体に装着した場合は外付けメモリーカードの方が優先されるため、同時に使用することはできない。PlayStation Portableではメモリースティックを採用していたが、本機種では専用品を用いるようになった。ただし、PlayStation Vitaカードはメモリースティック Duo、PlayStation Vita専用メモリーカードはメモリースティック マイクロと形状が非常に似通っており、物理的にPS Vitaの独自規格のカードをメモリースティック用のリーダーに挿入できないように形状が工夫されている。事実上、日本のゲーム機では最後に専用のメモリーカードを採用した機種となった。
ゲームのセーブデータは「PlayStation Vitaカードに保存するタイプ」と「専用メモリーカードに保存するタイプ」の2種類がある。なお、独自の専用メモリーカードを採用した理由としては、セキュリティの問題と汎用性ゆえにカードの性能が一定せず作り難いというゲーム開発側からの苦情があったためと述べている。メモリーカードはPSNアカウントにてユーザを識別しているので、他人のアカウントで使う場合は初期化が必須となる。

### マルチメディア
前世代機であるPSPと同様に画像、映像、音声ファイルが再生可能になっている。前述の通り、専用メモリーカードが必要となる。ただし、音楽再生時はビジュアライザーが存在しない。
- 音声
  - MP3 MPEG-1/2 Audio Layer 3、MP4  (MPEG-4 AAC)、WAVE  (Linear PCM)
- 映像
  - MPEG-4 Simple Profile  (AAC)、H.264/MPEG-4 AVC High/Main/Baseline Profile (AAC)
- 画像
  - JPEG (Exif 2.2.1)、TIFF、PNG、GIF、BMP

PSPで対応したATRAC・WMA・Motion JPEGには対応していない。
Facebook、foursquare、Skype、Twitter、ニコニコ動画、Flickr、YouTubeなどのPS Vita専用アプリケーションがPlayStation Storeで配信されている（詳細は「PlayStation Vitaのゲームタイトル一覧」を参照）。
なお、YouTubeについては、PlayStation Vita向けアプリケーションのサポートが2015年4月20日に終了した。それに先立ち、PlayStation Storeでの配信が2015年1月28日で終了しており、サポート終了以降はブラウザーで引き続き利用できる。
ソフトによってはカスタムサウンドトラックに対応している。
注意点としては、メモリーカードや内蔵メモリー（PCH-2000）でPC等からメディアを転送、管理する際はSENアカウントが必要となる。

### ネットワーク
Bluetoothに対応しているため、ヘッドセットなども接続可能。
Wi-Fi認証の無線LANは全モデルが対応している。IEEE 802.11b/g/n対応でPSP同様にインフラストラクチャー、アドホック双方のモードに対応している。大容量通信の場合はWi-Fiの方が向いている。
3G/Wi-Fiモデルはゲーム機としては初めて携帯電話回線（第3世代移動通信システム）に対応した。Wi-Fiのみと比べて移動中にもシームレスな通信が可能となる。3G回線を使用するには、携帯電話会社との契約、パケット通信料の支払いが必要となる。通話には対応していない。
国・地域ごとの回線業者は以下の通り。
| 国・地域       | 回線業者      | SIMロックフリー | 独占提供 |
| -------------- | ------------- | --------------- | -------- |
| アメリカ       | AT&T          |                 |          |
| EU             | Vodafone      | ◯               | ×        |
| 日本           | NTTドコモ     |                 |          |
| 台湾           | 中華電信      |                 |          |
| オーストラリア | Vodafone      | ◯               | ×        |
| 香港           | CSL(one2free) | ◯               |          |

3G回線とWi-Fi双方が利用可能の場合はWi-Fiが優先的に接続される。また、3G/WiFiモデルで3G回線契約を行うかどうかは強制ではなくユーザーの自由である。3G回線の利用はon/offの切り替えが可能。
SIMカードスロットは、背面向かって右側の側面、方向キー裏にある。Wi-Fiモデルでは蓋の嵌め殺しではなくスロット自体が存在しない。国・地域によってはSIMロックが掛かっていない。
3G回線に掛かる制限
プリペイドデータプランに限っては、コンテンツあたり上限50MBのダウンロード容量制限がある。プリペイドデータプラン以外、またはFOMAハイスピード使用時はダウンロード容量制限なし。またPS3やPS4のリモートプレイは、帯域幅を考慮して3G回線では自主規制している。他に、日本ではSkypeなどといったドコモ回線で利用禁止規制が掛かっているアプリケーションは3G回線では使用できない。これらの制限回避にはWi-Fiを使って通信することになる。

#### 日本のPS Vita対応プラン
日本ではNTTドコモが「データ通信専用プリペイドプラン」などを提供しており、携帯電話での支払いにも対応し独占でネットワークを提供する。
3G/WiFiモデル「初回限定版」50万台にはプリペイドデータプラン100時間が無料添付されている。初回50万台出荷後には、プリペイドデータプラン20時間が無料添付される「限定版」が出荷されている。これら限定版にはSIMカードが付属していて、プリペイドデータプラン契約事務手数料も不要となる。更新期限内に更新すれば、その後も契約事務手数料は不要のままとなる。また、初回発売以降に追加されたクリスタル・ブラック以外のバリエーションの3G/WiFiモデルには初回限定版は存在せず、プリペイドデータプラン20時間添付の「限定版」である。限定版も台数限定とされているが、具体的な販売予定数や販売期間は明らかになっておらず、「通常版」の3G/WiFiモデルは出荷されていない。
2016年12月に、NTTドコモは3G/WiFiモデルが出荷終了となったことを受けPS Vita向けの「プリペイドデータプラン」の提供終了を発表した。2017年1月31日に新規申込受付と更新受付を終了し、同年3月31日にサービスを完全終了。なお、プリペイドデータプラン以外の3G/WiFiモデルでも利用可能なプランは継続して提供されているが、NTTドコモ回線のLTEへの移行に伴い3G回線プランの新規加入は既に受付終了しており、2026年3月31日に停波予定である。
NTTドコモが提供するVitaの3G回線推奨プランは以下の通り。
| プラン名                   | 通信可能時間                  | 利用期間 |
| -------------------------- | ----------------------------- | -------- |
| プリペイドデータプラン20h  | 20時間                        | 90日     |
| プリペイドデータプラン100h | 100時間+FOMAハイスピード3時間 | 365日    |
| 定額データプラン           | FOMAハイスピード1ヶ月         | 1ヶ月    |
| 定額データプラン128K       | 1ヶ月                         | 1ヶ月    |

プリペイドデータプラン、定額データプラン128Kの回線速度は下り128kbps/上り64kbps。
FOMAハイスピード回線速度は下り14Mbps/上り5.7Mbps。
プリペイドデータプランの場合は、期限切れ後30日までに更新をすれば契約手数料は不要となる。契約は専用サイトで行い、店頭では受け付けていない。また、更新時の料金支払い方法はクレジットカードかドコモケータイ払いのみである。
定額データプランは、通常の店頭での回線契約が必要で解約がなければ自動更新される。またプロバイダーは以下のいずれかを選択する必要がある。
- moperaU Uスタンダードプラン
- moperaU Uスーパーライトプラン（定額データプラン128K専用）
- spモード

NTTドコモの他データ通信サービスやNTTドコモ回線網を利用しているMVNOなど、推奨されているプラン以外の通信サービスはSCE側での動作検証がされていないため保証外ではあるが、以下の回線業者はPS VITAも動作検証済み端末としてサポートしている。また、APN設定はサポート外であるものの変更可能である。
- ソネット株式会社「So-net モバイル 3G」 - 2011年12月22日にVitaを対応機種に追加した[61]。
- ソネット株式会社「So-net モバイル LTE」 - 動作検証済みの対応機器にVitaが掲載されている[62]。
- 株式会社ドリーム・トレイン・インターネット「DTIハイブリッドモバイル」 - 2012年1月11日にVitaのサポートを発表した[63]。
- 株式会社ドリーム・トレイン・インターネット「ServersMan SIM LTE」 - 動作確認済み端末にVitaが掲載されている[64]。
- ビッグローブ株式会社「BIGLOBE 3G」 - 2012年2月1日にサービス開始と同時にVitaをサポートすると発表[65]。
- 日本通信株式会社「b-mobile」 - 2012年4月24日に対応機種に追加[66]。
- 株式会社インターネットイニシアティブ「IIJmio高速モバイル/D」 - 動作確認済み端末にVitaが掲載されている[67]。

### 連動・連携

#### PS3
PS3とPS Vitaの連携は「cross platform feature」と呼ばれる。
- cross platform feature(クロスプラットフォーム機能)
  - Cross-Play（クロスプレイ）
  - Cross-Controller（クロスコントローラー）
  - Cross-Save（クロスセーブ）
  - Cross-Goods（クロスグッズ）
  - Remote Play（リモートプレイ）
- Backup & Restore
  - PS VitaのアプリケーションやメディアファイルをPS3側に保存する

PS3との連携には、PS3側のシステムソフトウェアをバージョン4.0以上にしなければならない。クロスセーブはPlayStation Plusへの加入が前提の機能である。リモートプレイの機能はPSPのものと変化なし。

#### PS4
PS4とPS Vitaの連携は「PS4リンク」というソフトウェアで提供される。セカンドスクリーンとしての用途や、PS4上のゲームはほぼ全てでリモートプレイ（遠隔操作）に対応している（PS Vita側要システムソフトウェア3.00以上、PS Vita TVは3.15以上）。PS4には動画・静止画・音楽を外部より取り込む機能がないため、コンテンツ管理でデータを授受することはできない。

#### PC
PCとUSB経由でファイルのやり取りを行う場合は、PCに「コンテンツ管理アシスタント for PlayStation」をインストールしておく必要がある。現在の対応PCは、Windows（XP SP3以降）が動作するAT互換機と、Macintosh（Mac OS X 10.5.8以降 macOS 10.14以前）である。Windows版は発売時に、Mac版は2012年2月8日のシステムソフトウェア1.60の公開と同時にリリースされた。Windows 10のような最新のOSにコンテンツ管理アシスタントを入れる場合は、互換性オプションを変更する必要がある。
コンテンツ管理アシスタント自身は小規模な物で、実行内容はPC内でどのフォルダにどのコンテンツが入っているかをPS Vita側に指示するだけの常駐物である。フォルダの変更はコンテンツ管理アシスタントの設定で可能。
対応する機能は以下の通り。
- PC経由でシステムソフトウェアのアップデート
- PCとPS Vita間でビデオ/音楽/画像を転送
- セーブデータや、ゲームなどのアプリケーションのバックアップ及びリストア

詳しい事は以下の公式サイトを参照。
- SCE (2011年12月17日). “Content Manager Assistant for PlayStation”. 2011年12月17日閲覧。

#### torne/nasne
PS3版torne対応については2011年12月15日に実施されたVer.3.50へのアップデートでPS Vitaへのビデオの書き出し、PS3からのリモートプレイに対応する。なお、torneのデータ書き出しにはメモリーカードとUSBケーブルの他、専用アプリケーション「uke-torne（ウケトルネ）」のインストールが必要となる。またメモリーカードに専用領域を事前に確保する必要がある。確保容量の選択は総容量によって内容が違うが、2GB–24GBのうち、1–4通りの選択肢がある。
2012年8月に発売されたnasneについては、torne Ver.4.10でPS3を経由したビデオの書き出しに対応しており、同年12月20日にリリースされた専用アプリケーション「torne PS Vita」を使用することで、Wi-Fi経由でのテレビ番組の視聴、録画、録画した番組の書き出しに対応している。また、PS Vitaのシステムソフトウェア2.10以降及びnasneのシステムソフトウェア1.71以降でWi-Fiを介することでPS Vitaとnasneとの間でデータ転送やバックアップを取ることができるようになり、さらにPS Vitaのシステムソフトウェア2.60以降及びnasneのシステムソフトウェア2.00以降では、専用アプリケーション「naspocket」を使うことで家庭内または外出先から自宅のnasneにアクセスし、コンテンツの検索や閲覧が可能となる「Anytime Access」に対応している。2014年9月25日に公開されたtorne PS Vita ver.2.00とnasneのシステムソフトウェア2.50からはリモート視聴機能「Anytime TV」に対応、これにより外出先からインターネットを介して自宅にあるnasneにアクセスすることで、テレビ番組のリアルタイム視聴や録画した番組の視聴が可能となった。
有線「おでかけ転送」に対応したソニー製ブルーレイレコーダー（2009年秋–2015年春のモデル）からは、uke-torneを起動したPS VITAをUSB接続することで、録画したデジタル放送番組のダビングをすることが可能（レコーダー側からはPSPとして認識される）。2014年4月4日公開のnaspocket Ver.2.00ではnasne以外のDLNAサーバーとWi-Fi経由で接続するDLNAクライアント機能が追加されたが、DTCP-IP非対応のため、レコーダー等で録画したデジタル放送番組を見ることは出来ない。

### 仕様
CPUにはARM Cortex-A9（クアッドコア）、GPUにはPowerVRのSGX543MP4+（クアッドコア）を採用する。いずれも多くの機器で採用されているアーキテクチャをベースにしたものであり、膨大な費用をかけて専用のチップを自社開発してきた従来の戦略から大きく方針転換したことを意味する。
CPUの4コアのうち3コアをゲーム用に占有し、残り1コアをOSなどシステムで共有している。
メインメモリを512MB、VRAMを128MB搭載しており、単純なメモリ搭載量としてはPS3（メインメモリ256MB・VRAM256MB）を上回る。また、CPU同様メモリについてもゲーム用に一定量を占有するようになっている。
PSPとは異なるアーキテクチャ（構造）を採用しているため、PSPソフトの互換性はソフトとハードの複合エミュレーションで実現する。また発表当時はPS3からの移植が容易といわれていた。
3G/WifiモデルのSIMサイズはスタンダードSIMとなる。
CPU
- ARM Cortex-A9（4コア） 333/444MHz

GPU
- PowerVR SGX543MP4+ （SGX543の4コアでVita専用カスタマイズ版） 166MHz 21.248GFLOPS

メイン・メモリー
- 512MB

VRAM
- 128MB

サイズ
- PCH-1000シリーズ: 横幅・約182.0×縦幅・83.5×厚さ・18.6mm（ボタンなど最大突起部は除く）、質量・約279g（3G/Wi-Fiモデル）/約260g（Wi-Fiモデル）
- PCH-2000シリーズ: 約183.6×85.1×15.0mm、約219g

前面スクリーン
- PCH-1000シリーズ: 5インチ有機ELディスプレイ
- PCH-2000シリーズ: 5インチ液晶ディスプレイ
- 画面解像度 960×544（16:9）
- 約1677万色
- マルチタッチスクリーン（静電容量方式）

背面タッチパッド
- マルチタッチパッド（静電容量方式）

カメラ
- 前面カメラ
- 背面カメラ
- 解像度: 最大640×480、フレームレート: 120fps（320×240）、60fps（640×480）

サウンド
- ステレオスピーカー内蔵
- マイク内蔵
- ヘッドフォン・マイク端子
  - ステレオミニジャックの音声入出力端子（ステレオ出力/モノラル入力）

センサー
- 6軸検出システム（3軸ジャイロ・3軸加速度）
- 3軸電子コンパス

ロケーション
- 3G/Wi-Fiモデルのみ: GPS
- Core Engine(Wi-Fiロケーションサービス)

ワイヤレス通信
- 3G/Wi-Fiモデルのみ: モバイルネットワーク通信（3G）
- IEEE 802.11b/g/n（n=1x1）準拠（Wi-Fi認証取得）（インフラストラクチャーモード/アドホックモード）
- Bluetooth 2.1+EDR準拠（A2DP/AVRCP/HSP対応）

カードスロット
- PlayStation Vitaカードスロット（SDメモリーカードとほぼ同サイズのフラッシュメモリーベース）
- メモリーカードスロット（PlayStation Vita専用メモリーカード。マイクロサイズのフラッシュメモリーカードと同サイズ）
- 3G/Wi-Fiモデルのみ: SIMカードスロット
  - 3G回線アクセス用、実際の形式はUIMカード

端子
- PCH-1000シリーズ: マルチユース端子、アクセサリー端子
  - USBデータ通信、本体電源入力、音声入出力（ステレオ出力/モノラル入力）、シリアル入出力、これらの兼用

- PCH-2000シリーズ: マイクロUSB端子（タイプ B）

電源
- 内蔵リチウムイオンバッテリー（DC 3.7V 2,200mAh）
- ACアダプター

バッテリー持続時間、充電時間の目安
- PCH-1000シリーズ
  - いずれもスクリーンの明るさは出荷時の設定でBluetooth機能をオフ、無線機能をオフ、ヘッドフォン使用時という条件。

| ゲーム                   | 約3–5時間   |
| 動画再生                 | 約5時間     |
| 音楽再生（スタンバイ時） | 約9時間     |
| ACアダプタ充電           | 約2時間40分 |

- PCH-2000シリーズ

| ゲーム | 約4–6時間 |

## システムソフトウェア
PS VitaもPS3やPSP同様にシステムソフトウェアのアップデート機能がある。方法はインターネット直接またはインターネットに繋がったPS3やPC経由で行う、PS Vitaカードのゲームソフトに添付されている場合もある。
PC経由の場合は、PCに「コンテンツ管理アシスタント for PlayStation」をインストールしておく必要がある。
セキュリティの強化、不具合修正、機能追加などがあるので常に最新にしておくことが推奨される。バージョンが古い場合はSony Entertainment Network、PlayStation Networkへの接続がサーバー側から拒否される場合がある。

## 内蔵ソフトウェア
従来のXMBではなく、タッチパネルに最適化した新開発のユーザインタフェース（LiveArea UI）を採用している。以前はゲーム時を除いた全ての操作がタッチパネルのみの対応だったが、バージョン1.80より一部にて本体キーで操作できるようになった。現在は、ロック画面の解除のみがタッチ操作の必須な箇所である。
『ウェルカムパーク』がプリインストールされている。

### LiveArea（ライブエリア）
従来のXMBに代わるものとして、タッチ操作に対応した新たなユーザインタフェースが開発されたのがLiveArea UIである。
アイコンが並んでいるのがホーム画面で、各アプリを起動した後にでる案内画面がそのアプリのLiveArea（トップ画面）となる。
ゲームの開始／再開のアイコン以外にも、ネットワークを通じて各メーカーから提供されるゲームの最新情報（ダウンロードコンテンツなど）を取得することができる。また、LiveAreaを下にスクロールさせることによって、同じゲームをプレイしている他のユーザの達成状況が「Activity（アクティビティ）」として常に更新される。
Webブラウザや電子メールにも対応している。発表時にはEMailアイコンがあったものの発売時点では電子メール非対応であった。

### パーティー
複数ユーザとのボイスチャット・テキストチャット機能。同じゲームでの協力プレイ以外にも、別々のゲーム中やまったく違う機能を操作している間でも使うことができる。

### AR（拡張現実）プレイ
PS Vitaのカメラ機能を使用し専用の「ARプレイカード」（マルチマーカーが記載された全6種類のカード）を読み取ることで、拡張現実を活かしたゲーム「ARプレイ」が楽しめる。最初から入っているゲームではないのでPlayStation Storeから入れる必要がある。

### ブラウザー
ウェブページを閲覧するためのブラウザーも搭載されている。使用にはオンライン環境が必要がある。
ブラウザーはWebKit (Safari536.26)ベースである（Flash対応は未定）。
HTML5については完全に対応しているわけではなく、Canvasに対応しているがムービーや音楽再生には一部対応していない。バージョン2.10からはブラウザ上でストリーミング動画の再生が可能となり、YouTubeの動画などが見られるようになった。ニコニコ動画については別途専用のアプリが提供されているため、該当する動画のURLにアクセスするとそちらを利用するように表示がされる。
ブックマークにはURLだけでなくJavaScriptを記述できるのでブックマークレットにも対応している。
LボタンまたはRボタンを押しながらタップするとポインターが表示される。また2.60からは、□ボタンを押すことでカーソルを表示し、PSPのような操作が出来るようになった。

### マップ
Google Mapを用いたオンラインのマップアプリケーションを搭載していたが、2015年3月に提供されるPlayStation Vitaシステムソフトウェアアップデートにて、マップ関連の全機能をシステムから削除された。以下は、使用可能だった当時の仕様。
- 現在地表示及び方位表示、地図の拡大・縮小
- 表示を地図、衛星写真、地図+衛星写真に切り替え
- 地点検索、経路検索、フラッグの設置、ブックマーク、交通情報の取得
- 地点情報を「グループメッセージング」で送信
- 天気情報

Wi-FiモデルにはGPSが搭載されていないため、GPSを用いたナビゲーション等は3G/Wi-Fiモデルに限るが、Wi-Fiモデルでも精度は劣るもののWi-Fi電波の位置情報によりある程度の位置絞り込みは可能だった。

### near（ニア）
ユーザの現在の位置情報を元に、周辺にいる他のユーザが今プレイしているゲームや、ユーザの足跡を辿って同じ場所にいた他のユーザがプレイしていたゲームを知ることができる。周辺のユーザ同士でのアイテムの配布、取得をサポートしているゲームも存在する。
なお、2015年3月に提供されるPlayStation Vitaシステムソフトウェアアップデートにて、マップ関連の全機能をシステムから削除するのに伴い関連する一部機能が削除される。
2017年7月31日をもってサービスを終了し、以降はアプリを起動出来るが、全て機能しなくなっている。

### 電子メール
メールソフトがシステムソフトウェア2.00より標準装備になり、電子メールの送受信が可能になった。IMAPにも対応していて、複数アカウントも扱える。また、アカウント内容はメモリーカードに保存される。

### メッセージ
PSN上でフレンドとなったユーザーにテキストメッセージを送信できる。しかし、フレンド交流の機能は2021年6月28日をもって使用できなくなり（メッセージを送ろうとしてもエラーが出る）、現在はパーティー、ゲーム、フレンド以来の招待のメッセージのみを受け付けるアプリ。

### ペアレンタルコントロール
PS3などと同様に、保護者制限を四桁の数字パスワードで設定することができる。

### カレンダー
PCのソフトウェアなどと同様に使える普通のカレンダー。本来Google アカウントと連携できるが、2023年現時点は連携のためにログインを行おうとしても、エラーが出るため不可能。

### コンテンツ管理
PS Vita内のメモリーカード（または、1GBの内部ストレージ）内のデータを削除・管理できる。ただし、PS Vitaのダウンロード専用ゲームはゲームデータとセーブデータが同一のファイル上に存在するため、PS Plusでの連動を除いてセーブデータだけを消すといったことができない。（PS用ソフトのゲームアーカイブス、PSP用ゲームのゲームデータとセーブデータは分離されているため、個別に消すことが可能。）「コンテンツ管理アシスタント」を導入したPC、PS3、PS Plus上のオンラインサーバー、（バッファロー製でない）nasneとUSBによる有線接続、または無線接続をしてデータを転送したりすることも可能である。
管理・削除できるデータは写真、音楽、映像、PS Vita専用ゲームのデータ、PlayStation Mobileのゲームデータ、PS Vita内に入れたPSP用ゲームのデータ、PSのゲームアーカイブス用のデータ。

## ゲーム
以下のフォーマットに対応する。またオンラインでのアップデートにも対応している。なお、メモリーカードの交換をせずにPSNのアカウントの切り替えを行うことはできないため、リージョンの異なるダウンロード版作品を並べて遊ぶことは事実上不可能である。
機器認証
ダウンロード版のソフトを購入したユーザは、PSNアカウントに機器認証をすることで、動作するようになる。通常はPlayStation Storeで購入しダウンロードした時点で自動設定されるがPS Vita本体新規登録時に既に制限台数登録していた場合はどれか認証解除する必要がある。2012年2月6日の時点でアカウントに対するゲームの認証台数は家庭用携帯機共に2台となっていたが、PS Vita TV発売によりPSP、PS Vita、PS Vita TVと認証台数が足らなくなるため、PSNのアップデートにて認証台数は携帯機3台に変更された。
アップデート
システムソフトウェア同様に、ゲームソフトにもオンラインアップデート機能がある。不具合修正や機能追加、ダウンロードコンテンツ対応の追加などがあるので最新版にしておくことが推奨される。
PlayStation minis
容量100MBまでの低価格ミニゲーム群でPlayStation Storeからダウンロード販売される。ごく一部を除きPS3でも動作する。開始当初はPSP minisと呼ばれていた。日本未発売であるが、これらのゲームが動作する。一部は日本でもPlayStation Mobileとして提供されている。
PlayStation Mobile
PlayStation Storeで購入できるPlayStation Mobileのアプリケーションも動作する。2012年10月3日にPlayStation MobileアプリケーションがPlayStation Storeで発売、2012年11月20日にはデベロッパープログラムも開始され個人でアプリケーションの開発も可能になった。
2015年3月にサービスの終了が告知され、同年7月15日でコンテンツの販売が終了、9月10日には既に購入済みのコンテンツの再ダウンロードも終了した。
PlayStation Now
クラウドゲーム。PS Vita版はクラウドゲームのサービスは終了済み。

### PS Vita専用ソフト
PlayStation Vitaカードのパッケージ版とPlayStation Storeからのダウンロード版がある。ほとんどのタイトルがパッケージ版とダウンロード版の両方に対応しており、一部ダウンロード専用タイトルもある。
セーブデータの保存先にはPS Vitaカードまたはメモリーカードに保存する。メモリーカードが必要か否かはゲーム毎に異なる。
日本での同時発売ソフトは24本、うち配信専用タイトル4本。これはSCEのゲームハードとして最多本数である。SCE自身も『みんなのGOLF 6』、『アンチャーテッド 地図なき冒険の始まり』といった看板タイトルを投入した。

### PSP専用ソフト
PlayStation Storeで購入できるダウンロード版限定。PSP専用ダウンロードソフトでも、公式サイトのソフトカタログで「PSP>PS Vita互換」マークが付いていないタイトルは互換性が保証されていない。また互換対応は状況が変わり次第、逐次更新される場合がある。全てのPSPソフトがダウンロード版とパッケージ版の両対応ではないため、本機では遊べないタイトルも多数存在する。
PSPゲームを動作させる時には以下の設定も可能。
バイリニアフィルタリング
アップスケーリングがされるが、画面の荒れを軽減するためのバイリニアフィルタリングのON/OFFをユーザが設定できるようになっている。OFFの時はVitaの解像度に合わせてPSPの200%に拡大されるだけとなる。
右スティックの用途
PS Vitaの右スティックをPSPのスライドパッドやボタンの代替として割り当てることができる。その右スティック設定では以下の通りに割り当てが4つある。
- 入力を無視
- 左スティック（左右で方向が違う場合は左スティック側が優先）
- 方向キー
- 十字に並んでいる○×△□ボタン（倒す方向によって各ボタンが押されたのと同じ動作をする）

システムソフトウェア1.80からは、新たに割り当てが追加された。
- 方向キー左右のみ
- 方向キー上下のみ
- Lボタン、Rボタン
- セレクトボタン、スタートボタン

カラースペース(PSP)
画面の表示をPSPの液晶の色域に近づける機能。
ボタン割り当て
システムソフトウェア1.80から追加された機能。
前面タッチスクリーンの四隅に○×△□ボタン、方向キー、スタート、セレクトボタンの割り当てが可能になった。
PSP Gameが保存しているコンテンツを削除する
システムソフトウェア1.80以降で追加された機能。
PSP Gameで作成される曲や画像、ビデオのデータはPSP Gameのデータとしてメモリーカードに保存されている。有効にするとPSP Gameを起動する度に自動的に削除される。
ただし、「ミュージック」「フォト」「ビデオ」に保存されているものは対象外。
これらPSPゲームの設定は、システムソフトウェア2.12までは、PSPゲーム起動中に数秒間、画面をタッチし続けると設定画面が開く。なお、システムソフトウェア2.60からは、PSボタンを長押しして表示する方法に変更された。

### ゲームアーカイブス
PlayStation Storeで購入できるゲームアーカイブスのうち、PlayStation用のソフトは、2012年8月28日に実施されたシステムソフトウェア1.80のアップデートで対応した。なお、NOëL NOT DiGITALなど、Vitaへ対応しないタイトルも一部ある。PCエンジンアーカイブスはPSP用ソフトとして起動するため、当初から対応している。また、「PocketStation for PlayStation Vita」をダウンロードすることでPocketStationにも対応した。

### UMD Passport
2016年3月31日でPlayStation StoreでのPSP向けサービス終了に伴い、UMD Passportも終了した。以下の記述はサービス終了前の内容である。
UMDドライブは搭載していないため、UMD版ソフトのユーザがPS Vitaでプレイしたい場合は改めてダウンロード版を購入する必要があるが、UMD版所有者には同作品ダウンロード版ソフトを割引販売する制度「UMD Passport」が適用される。なお、対象ソフトはソフトメーカーが提供を希望したものに限られ、価格もあくまで割引のためまちまちである。対応タイトル数は2013年9月26日時点で382作品。
UMD登録アプリケーション（無償）をPSPにインストールし、プログラム対象のUMDを挿入した状態でアプリのナビゲーションに従っていくと、自身のPSNアカウントへのUMD登録が完了し、割引サービスを利用できるようになる。なおその本体から一度登録したUMDを再び登録することはできず、また登録の使い回しは不可能。
このサービスでは米国では提供されない。理由としてSCEワールドワイド・スタジオの吉田修平は、日本ではPSPタイトルに対する需要が強いことと、欧米でのPSPタイトルのダウンロード版が安価なことを挙げている。

### 配信アプリ
| 配信開始日     | 配信開始日   | 配信開始日   | タイトル                                               | 発売元                                 | 販売方式 | TV | 備考                                                           | 脚注   |
| 日本           | 北米         | 欧州         | タイトル                                               | 発売元                                 | 販売方式 | TV | 備考                                                           | 脚注   |
| -------------- | ------------ | ------------ | ------------------------------------------------------ | -------------------------------------- | -------- | -- | -------------------------------------------------------------- | ------ |
| 2011年12月17日 |              |              | ニコニコ                                               | ドワンゴ                               | 基本無料 | ●  | 有料サービス、配信終了                                         |        |
| 2011年12月17日 |              |              | uke-torne                                              | ソニー・コンピュータエンタテインメント | 無料     |    | 要PS3・torne                                                   |        |
| 2011年12月17日 |              |              | LiveTweet for PlayStation Vita                         | ソニー・コンピュータエンタテインメント | 無料     | ●  | Twitter APIの影響で終了する可能性あり                          |        |
| 2012年1月19日  |              |              | Flickr                                                 | ソニー・コンピュータエンタテインメント | 基本無料 |    | 有料サービス                                                   |        |
| 2012年4月3日   |              |              | Facebook                                               | ソニー・コンピュータエンタテインメント | 無料     |    | 配信終了                                                       |        |
| 2012年4月3日   |              |              | Foursquare                                             | ソニー・コンピュータエンタテインメント | 無料     |    | 2013年4月1日,配信終了                                          |        |
| 2012年4月19日  |              |              | ペイントパーク                                         | ソニー・コンピュータエンタテインメント | 無料     |    | 2013年5月30日配信終了                                          |        |
| 2012年4月19日  |              |              | めざまし同盟                                           | ソニー・コンピュータエンタテインメント | 無料     |    |                                                                |        |
| 2012年4月19日  |              |              | 勇者のきろく                                           | ソニー・コンピュータエンタテインメント | 基本無料 |    | アイテム課金。2013年6月28日配信終了                            |        |
| 2012年4月25日  |              |              | Skype                                                  | ソニー・コンピュータエンタテインメント | 基本無料 |    | 有料サービス、配信終了                                         |        |
| 2012年6月28日  |              |              | YouTube                                                | ソニー・コンピュータエンタテインメント | 無料     |    | 2015年1月28日配信終了。エンドサポート：2015年4月20日           |        |
| 2012年7月3日   |              |              | Music Unlimited                                        | ソニー・コンピュータエンタテインメント | 基本無料 | ●  | 有料サービス,配信終了                                          |        |
| 2012年8月29日  |              |              | トレジャーパーク                                       | ソニー・コンピュータエンタテインメント | 無料     |    | nearの終了で事実上終了                                         |        |
| 2012年10月11日 |              |              | 電子書籍アプリReader for PlayStation®Vita              | ソニー・コンピュータエンタテインメント | 無料     | ●  | 2023年時点ではアカウントの新規連動がエラーになるため事実上終了 |        |
| 2012年12月20日 | 未発売       | 未発売       | torne PlayStation Vita                                 | ソニー・コンピュータエンタテインメント |          |    | 要nasne                                                        |        |
| 2012年12月20日 |              |              | フォトカノ Kiss AR                                     | 角川ゲームス                           | 無料     |    |                                                                |        |
| 2012年12月26日 | 2013年6月4日 | 2013年6月4日 | - えちゃんねる〜NEW ペイントパーク〜 - Paint Park Plus | ソニー・コンピュータエンタテインメント |          |    | 無料版あり。Twitter APIの影響で終了する可能性あり              |        |
| 2013年5月28日  |              |              | radiko.jp                                              | ソニー・コンピュータエンタテインメント | 無料     | ●  |                                                                |        |
| 2013年5月30日  | 未発売       | 未発売       | 機動戦士ガンダム バトルオペレーション サポートアプリ   | バンダイナムコゲームス                 | 無料     |    | 配信終了                                                       |        |
| 未発売         | 2014年4月2日 | 2014年4月2日 | Grand Theft Auto: iFruit                               | Rockstar Games                         | 無料     |    |                                                                | [ 94 ] |
| 2013年10月10日 | 未発売       | 未発売       | naspocket                                              | ソニー・コンピュータエンタテインメント | 無料     | ●  |                                                                |        |
| 2013年10月17日 |              |              | サカばん                                               | セガ                                   | 基本無料 |    | 配信終了                                                       |        |
| 2013年11月14日 |              |              | テレビドガッチ                                         | ソニー・コンピュータエンタテインメント | 基本無料 | ●  | 有料サービス                                                   |        |
| 2013年11月14日 |              |              | TBS世界遺産セレクション                                | ソニー・コンピュータエンタテインメント | 無料     | ●  | 配信終了                                                       |        |
| 2013年11月14日 |              |              | Torne PlayStation Vita TV                              | ソニー・コンピュータエンタテインメント | 838円    | ●  | PS Vita TV専用、nasne必須                                      |        |
| 2013年12月3日  |              |              | PocketStation for PlayStation Vita                     | ソニー・コンピュータエンタテインメント | 基本無料 |    |                                                                |        |
| 2014年2月13日  |              |              | 龍が如く維新！ 無料アプリ for PlayStation Vita         | セガ                                   | 無料     | ●  | PS3、PS4ソフト『龍が如く維新』と連動                           |        |
| 2014年3月13日  |              |              | DMM.com                                                | ソニー・コンピュータエンタテインメント | 基本無料 | ●  | 有料サービス、配信終了                                         |        |
| 2014年3月19日  |              |              | NHKオンデマンド                                        | ソニー・コンピュータエンタテインメント | 基本無料 | ●  | 有料サービス、配信終了                                         |        |
| 2014年4月17日  |              |              | ROBOTICS;NOTES ELITE AR                                | 5pb.                                   | 無料     |    |                                                                |        |
| 2014年5月8日   |              |              | U-NEXT                                                 | ソニー・コンピュータエンタテインメント | 基本無料 | ●  | 有料サービス、配信終了                                         |        |
| 2014年5月8日   |              |              | AMNESIA World AR                                       | ソニー・コンピュータエンタテインメント | 無料     |    | 配信終了                                                       |        |
| 2014年6月26日  |              |              | iKnow!                                                 | ソニー・コンピュータエンタテインメント | 基本無料 | ●  | 有料サービス、配信終了                                         |        |
| 2014年10月28日 |              |              | Live from PlayStation                                  | ソニー・コンピュータエンタテインメント | 無料     | ●  | 配信終了済み                                                   |        |
| 2014年12月11日 |              |              | NBA GAME TIME                                          | ソニー・コンピュータエンタテインメント | 基本無料 | ●  | 有料サービス、配信終了                                         |        |
| 2014年12月11日 | 未発売       | 未発売       | カラオケJOYSOUND TV Plus                               | エクシング                             | 基本無料 | ●  | 2023年4月に終了                                                |        |
| 2015年2月26日  | 未発売       | 未発売       | 龍が如く0 無料アプリ for PlayStation Vita              | セガ                                   | 無料     | ●  | PS3、PS4ソフト『龍が如く0 誓いの場所』と連動                   | [ 95 ] |
| 2015年9月17日  |              |              | アニマックスPLUS on PlayStation                        | アニマックスブロードキャスト・ジャパン | 無料     | ●  | 配信終了                                                       |        |
| 2016年7月6日   |              |              | Twitch                                                 | Twitch Interactive                     | 無料     | ●  | 配信終了                                                       |        |
| 2017年5月17日  |              |              | Hulu                                                   | フールージャパン                       | 無料     | ●  | 有料サービス、配信終了                                         |        |

## バリエーション
ソニーストアでは「メッセージ刻印サービス」を行っていた。
発売開始以来、本体故障時の対応については、故障の内容にかかわらず定価の約半額の費用で新品交換（ファクトリーリファービッシュ品（再生品）を含む）となっていたが、2013年1月以降は、故障の内容に応じて修理・パーツの交換が行われるように変更された。ただし、故障内容によっては、従来通りファクトリーリファービッシュ品との交換対応が提案されるとしている。なお、特殊デザインの本体の「初音ミク Limited Edition」モデルに限っては、例外的に発売当初から修理対応を行っていた。

### PCH-1000シリーズ

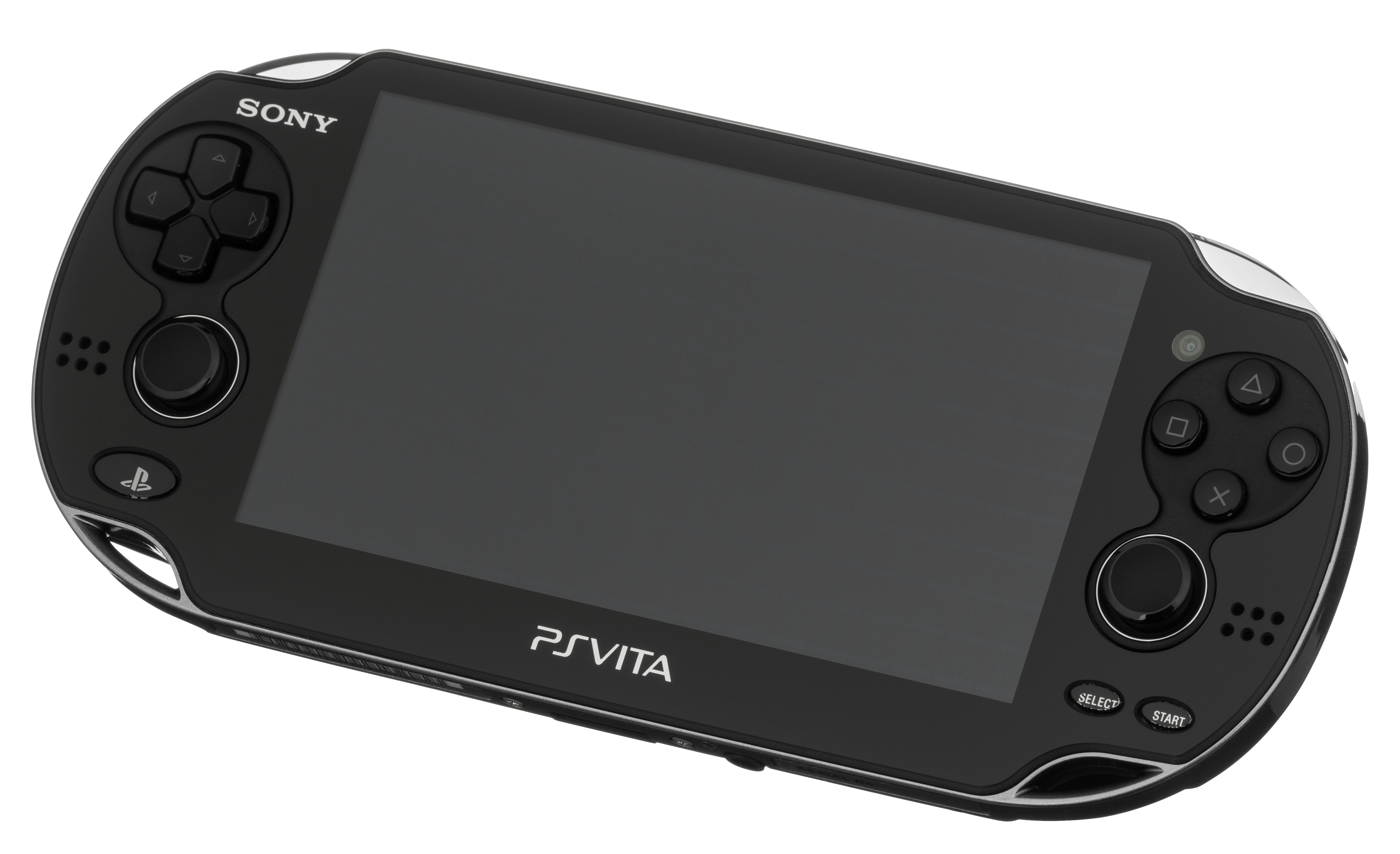
PlayStation Vita（PCH-1000シリーズ）

2011年から販売が始まった初期モデルである。PCH-1000シリーズには、ネットワーク機能が3G回線とWi-Fiの両方に対応しGPS機能を搭載した「3G/Wi-Fiモデル」（PCH-1100）と、Wi-Fiのみに対応しGPS機能を持たない「Wi-Fiモデル」（PCH-1000）の2種類が存在した。両者のサイズは同一で、重量は3G/Wi-Fiモデルの方が若干重い。
後述のPCH-2000シリーズはWi-Fiモデルのみの発売だったため、代替わりした後も3G/Wi-Fiモデルは引き続きPCH-1100が生産・出荷されていた。なお、2016年12月14日のNTTドコモの発表で、PCH-1100の出荷が完了していたことが明らかになった。
発売当初の希望小売価格は「3G/Wi-Fiモデル」(PCH-1100) が29,980円（税込）/299USドル/299ユーロ、「Wi-Fiモデル」（PCH-1000）が24,980円（税込）/249USドル/249ユーロ。
PlayStation Vita発売前のインタビューにてSCEジャパンの河野弘プレジデントは「成長戦略のための新しいチャンスを広げるためにも3Gモデルをメインに売っていきたい」「（3G/Wi-Fiモデル初回限定版の）50万台を早期に売り切るつもりだ」と語っていた。しかし、実際には3G/Wi-FiモデルはWi-Fiモデルに比べて売れ行きが伸び悩み、2012年末にNTTドコモがPlayStation Vita発売1周年を記念して行った懸賞で「初回限定版」が景品として提供されていたほか、2013年2月28日に3G/Wi-FiモデルがWi-Fiモデルと同一価格に値下げされるまで、ソニーストア通販では「初回限定版」が販売されていた。また、2013年3月29日には3G/Wi-Fiモデルがクリスタル・ブラックを除いて出荷完了となり、出荷完了となった色はWi-Fiモデルのみを提供する方針が明らかとなった。両モデルが同一価格になって以降も、Wi-Fiモデルだけが売れて3G/Wi-Fiモデルは売れ残る傾向にあった。その理由について毎日新聞社は、SCEやゲーム流通関係者への取材などから「3Gのイメージや課金への誤解から売れていないというのが実情のようだ」と分析している。また、元SCEAのJack Trettonは「遅すぎた」と語っている。
以下のリストは日本国内仕様についてのものである。
- PlayStation Vita
  - クリスタル・ブラック（Wi-Fiモデル）PCH-1000 ZA01、2011年12月17日発売
  - クリスタル・ホワイト（Wi-Fiモデル）PCH-1000 ZA02、2012年6月28日発売
  - コズミック・レッド（Wi-Fiモデル）PCH-1000 ZA03、2012年11月15日発売
  - サファイア・ブルー（Wi-Fiモデル）PCH-1000 ZA04、2012年11月15日発売
  - クリスタル・ブラック（3G/Wi-Fiモデル）PCH-1100 AA01 初回限定版、2011年12月17日発売
  - クリスタル・ブラック（3G/Wi-Fiモデル）PCH-1100 AB01 限定版 ※正式な発売日は不明だが、2013年2月28日の価格改定後に3G/Wi-Fiモデル初回限定版(PCH-1100 AA01)が完売した店舗では、順次、こちらのモデルに品揃えが切り替わっている
  - クリスタル・ホワイト（3G/Wi-Fiモデル）PCH-1100 AB02 限定版、2012年6月28日発売
  - コズミック・レッド（3G/Wi-Fiモデル）PCH-1100 AB03 限定版、2012年11月15日発売
  - サファイア・ブルー（3G/Wi-Fiモデル）PCH-1100 AB04 限定版、2012年11月15日発売
- PlayStation Vita スターターパック
  - クリスタル・ブラック（3G/Wi-Fiモデル）PCHJ-10003、2012年8月30日発売、クリスタル・ブラック本体に『みんなのGOLF 6』が同梱
- PlayStation Vita 32GB ボーナスパック
  - クリスタル・ブラック（3G/Wi-Fiモデル）PCHJ-10005、2012年8月30日発売、クリスタル・ブラック本体に32GBメモリーカードが同梱
- PlayStation Vita Play!Game Pack
  - クリスタル・ブラック（3G/Wi-Fiモデル）PCHJ-10012 、2013年10月31日発売、クリスタル・ブラック本体にコンテンツ入り32GBメモリーカード（ニコニコ、Music Unlimited、電子書籍アプリReader for PlayStation Vitaをプリインストール）、『みんなのGOLF6 PS Vita the Best』、液晶保護フィルムが同梱。
  - メモリーカードにプリインストールされているコンテンツ
    - 『パワプロスタジアム』
    - 『みんなといっしょ』
    - 『モンスターレーダープラス』
    - 『トレジャーパーク』
    - 『英雄伝説 零の軌跡 Evolution 体験版』
    - 『GRAVITY DAZE/重力的眩暈:上層への帰還において彼女の内宇宙に生じた摂動 体験版』
    - 『GOD EATER 2 体験版』
    - 『神次元アイドル ネプテューヌPP 体験版』
    - 『討鬼伝 体験版』
    - 『初音ミク -Project DIVA-f 体験版』
    - 『Fate/stay night [Realta Nua] 体験版』
    - 『フォトカノ Kiss 体験版』
    - 『ラグナロクオデッセイ エース 体験版』
    - 『リトルビッグプラネット PlayStation Vita 体験版』
- PlayStation Vita Super Value Pack
  - クリスタル・ブラック（3G/Wi-Fiモデル）PCHJ-10019、2014年7月24日発売 コンテンツプリインストール済みの8GBメモリーカードと保護フィルム、ポーチ、封入特典プロダクトコードカード（Music Unlimited/ Video Unlimited用）、20hプリペイドデータプラン付きSIMカード（本体に装着済）が付属
  - メモリーカードにプリインストールされているコンテンツ
    - 『大乱走ダッシュor奪取!!』
    - 『Destiny of Spirits:Asia』
    - 『魔法少女大戦 ZANBATSU』
    - 『みんなといっしょ』
    - 『勇者のくせにこなまいきだ。G』
    - 『初音ミク -Project DIVA-f 2nd 体験版』
    - 『龍が如く 維新! 無料アプリ for PlayStation Vita』
- PlayStation Vita Value Pack
  - クリスタル・ブラック（3G/Wi-Fiモデル）PCHJ-10023、2014年11月27日発売 コンテンツプリインストール済みの8GBメモリーカードと保護フィルム、ポーチが付属
  - メモリーカードにプリインストールされているコンテンツ
    - 『JUDAS CODE』
    - 『チェインクロニクルV』
    - 『Destiny of Spirits: Asia』
    - 『勇者のくせにこなまいきだ。G』
- PlayStation Vita デビュー パック
  - ブラック（3G/Wi-Fiモデル）PCHJ-10026、2015年2月19日発売。コンテンツプリインストール済みの16GBメモリーカードとポーチが付属
  - メモリーカードにプリインストールされているコンテンツ
    - 『チェインクロニクルV』
    - 『魔法少女大戦 ZANBATSU』
    - 『モンスターハンター フロンティアG』
- ソフト同梱モデル
  - 初音ミク Limited Edition（3G/Wi-Fiモデル）PCHJ-10001、2012年8月30日発売、オリジナルモデル本体に『初音ミク -Project DIVA- f』が同梱
  - 初音ミク Limited Edition（Wi-Fiモデル）PCHJ-10002、2012年8月30日発売、オリジナルモデル本体に『初音ミク -Project DIVA- f』が同梱
  - SOUL SACRIFICE PREMIUM EDITION（Wi-Fiモデル）PCHJ-10006、2013年3月7日発売、オリジナルモデル本体に『SOUL SACRIFICE』が同梱
  - アイスシルバー（Wi-Fiモデル）PCHJ-10007  2013年2月28日発売、アイスシルバーの本体で『ファンタシースターオンライン2』同梱[注 7]
  - 討鬼伝 鬼柄（おにがら）（Wi-Fiモデル）PCHJ-10008、2013年6月27日発売、オリジナルモデル本体に『討鬼伝』が同梱

### PCH-2000シリーズ

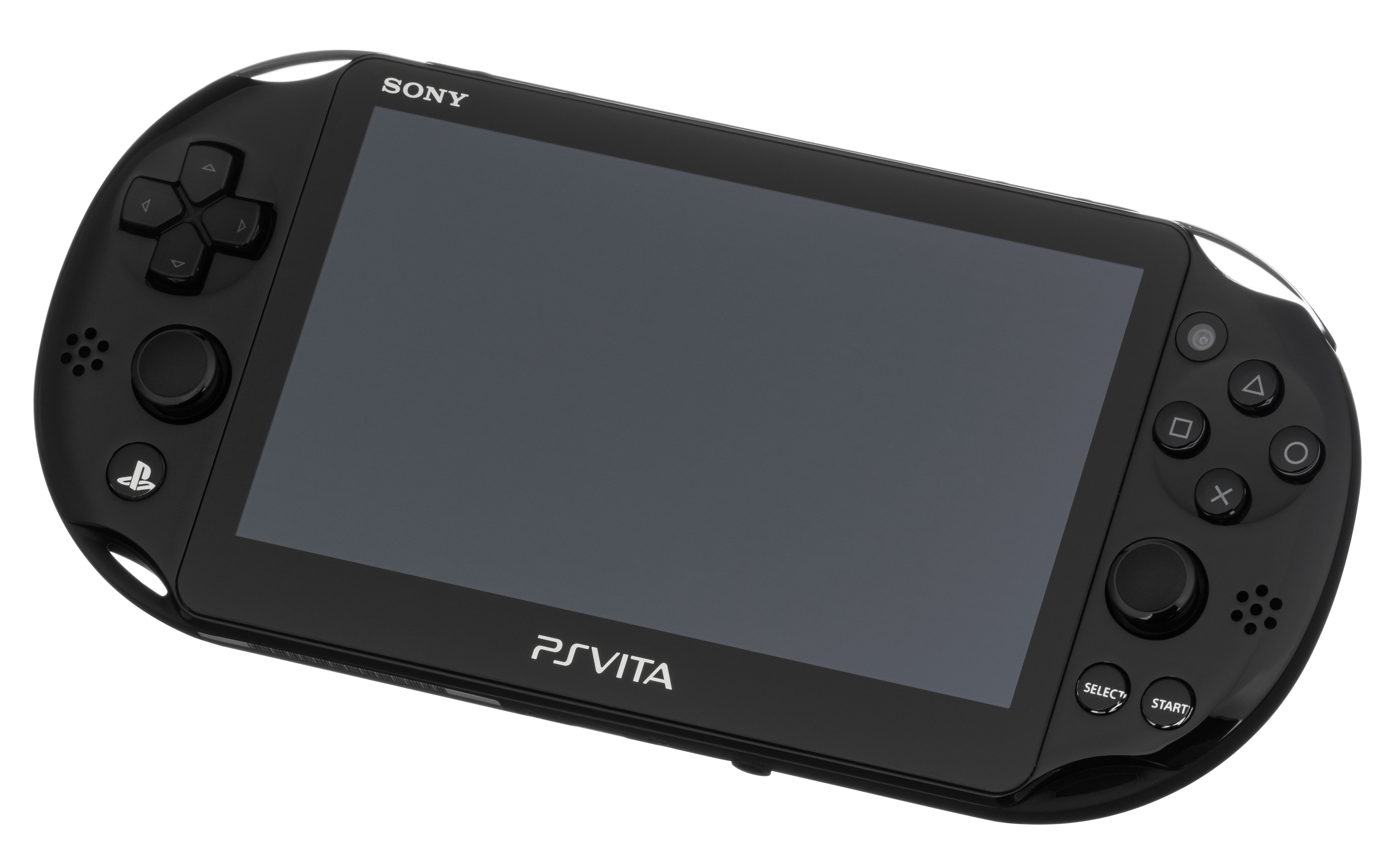
PlayStation Vita（PCH-2000シリーズ）

2013年から販売が始まったモデルである。PCH-1000シリーズに比べ本体が薄型軽量化され、バッテリー持続時間が長くなった。また外部端子も、専用のマルチユース端子から汎用のマイクロUSB端子（タイプB）へと変更されている。しかし、PS4とPCH-2000を有線接続する機能は特に存在しない。PCH-1000シリーズの大きな特徴の一つだった有機ELディスプレイではなく液晶ディスプレイを採用し、Wi-Fiモデルのみが発売。電源ボタン・ゲームスロットカバー・音量ボタンを含んだ本体上部は金属製ではなくなり、ディスプレイの左上に「SONY」ロゴが移動しているなどPCH-1000シリーズから変更になったデザインも多い。2019年3月頃に出荷終了し、SIEはPSPの発売以来14年2か月に渡って展開してきた携帯ゲーム機市場から撤退した。
以下のリストは日本国内仕様についてのものである。
- PlayStation Vita
  - ブラック（Wi-Fiモデル）PCH-2000 ZA11、2013年10月10日に発売
  - ホワイト（Wi-Fiモデル）PCH-2000 ZA12、2013年10月10日に発売
  - ライムグリーン/ホワイト（Wi-Fiモデル）PCH-2000 ZA13、2013年10月10日に発売
  - ライトブルー/ホワイト（Wi-Fiモデル）PCH-2000 ZA14、2013年10月10日に発売
  - ピンク/ブラック（Wi-Fiモデル）PCH-2000 ZA15、2013年10月10日に発売
  - カーキ/ブラック（Wi-Fiモデル）PCH-2000 ZA16、2013年10月10日に発売
  - ライトピンク/ホワイト（Wi-Fiモデル）PCH-2000 ZA19、2014年11月13日に発売
  - グレイシャー・ホワイト（Wi-Fiモデル）PCH-2000 ZA22、2015年9月17日に発売
  - アクア・ブルー（Wi-Fiモデル）PCH-2000 ZA23、2015年9月17日に発売
  - ネオン・オレンジ（Wi-Fiモデル）PCH-2000 ZA24、2015年9月17日に発売
  - シルバー（Wi-Fiモデル）PCH-2000 ZA25、2016年12月1日に発売
  - メタリック・レッド（Wi-Fiモデル）PCH-2000 ZA26、2016年12月1日に発売
  - ダンガンロンパソニーストア限定BOX（Wi-Fiモデル）PCH-2000 ZA12/DA、2013年10月発売、ホワイト本体（専用壁紙3種プリインストール）にSTS-BTV5アルターボールモデル、MDR-ZX300（デザインステッカー3種付）、七海千秋ゲームポーチ、モノクマスピーカーポーチ、澪田唯吹ヘッドホンポーチを同梱し、小松崎類による描き下ろしのソニーストア限定BOX用外箱入り。ソフトは同梱されない。
  - ソニーストア「PlayStation Vita 『艦これ改』 Limited Edition」 2016年2月18日に発売
  - ソニーストア「PlayStation Vita Minecraft Special Edition Bundle」[105]
- PlayStation Vita Welcome BOX
  - ブラック（Wi-Fiモデル）PCHJ-10016、2014年3月6日発売、ブラック本体にコンテンツプリインストール済み8GBメモリーカード（Music Unlimitedをプリインストール）、トラベルポーチ、クロス、ストラップを同梱。
  - メモリーカードにプリインストールされているコンテンツ
    - 『JOYSOUND.TV Plus』
    - 『GOD EATER 2 体験版』
    - 『SOUL SACRIFICE DELTA 体験版』
    - 『テラリア 体験版』
    - 『Dragon's Dogma Quest』
    - 『パワプロスタジアム』
- PlayStation Vita Value Pack
  - ライトブルー/ホワイト（Wi-Fiモデル）PCHJ-10013、2013年12月5日発売。ライトブルー/ホワイト本体に16GBメモリーカード、ソフトケース（ライトブルー）、液晶保護フィルム、『「どこでもいっしょ」「こねこもいっしょ」パック』のダウンロードコードを同梱。
  - ライムグリーン/ホワイト（Wi-Fiモデル）PCHJ-10014、2013年12月5日発売。ライムグリーン/ホワイト本体に16GBメモリーカード、ソフトケース（ライムグリーン）、液晶保護フィルム、『「どこでもいっしょ」「こねこもいっしょ」パック』のダウンロードコードを同梱。
  - ピンク/ブラック（Wi-Fiモデル）PCHJ-10015、2013年12月5日発売。ピンク/ブラック本体に16GBメモリーカード、ソフトケース（ピンク）、液晶保護フィルム、『「どこでもいっしょ」「こねこもいっしょ」パック』のダウンロードコードを同梱。
- PlayStation Vita Super Value Pack
  - ブルー/ブラック（Wi-Fiモデル）PCHJ-10017、2014年7月10日発売
  - レッド/ブラック（Wi-Fiモデル）PCHJ-10018、2014年7月10日発売 コンテンツプリインストール済みの8GBメモリーカードと保護フィルム、ポーチ、封入特典プロダクトコードカード（Music Unlimited/ Video Unlimited用）が付属
  - メモリーカードにプリインストールされているコンテンツ
    - 『大乱走ダッシュor奪取!!』
    - 『Destiny of Spirits:Asia』
    - 『魔法少女大戦 ZANBATSU』
    - 『みんなといっしょ』
    - 『勇者のくせにこなまいきだ。G』
    - 『初音ミク -Project DIVA-f 2nd 体験版』
    - 『龍が如く 維新! 無料アプリ for PlayStation Vita』
- PlayStation Vita Value Pack
  - レッド/ブラック（Wi-Fiモデル）PCHJ-10021、2014年11月27日発売。
  - ブルー/ブラック（Wi-Fiモデル）PCHJ-10022、2014年11月27日発売。 コンテンツプリインストール済みの8GBメモリーカードと保護フィルム、ポーチが付属
  - メモリーカードにプリインストールされているコンテンツ
    - 『JUDAS CODE』
    - 『チェインクロニクルV』
    - 『Destiny of Spirits: Asia』
    - 『勇者のくせにこなまいきだ。G』
- PlayStation Vita デビュー パック
  - レッド/ブラック（Wi-Fiモデル）PCHJ-10024、2015年2月19日発売。
  - ブルー/ブラック（Wi-Fiモデル）PCHJ-10025、2015年2月19日発売。 コンテンツプリインストール済みの16GBメモリーカードとポーチが付属
  - メモリーカードにプリインストールされているコンテンツ
    - 『チェインクロニクルV』
    - 『魔法少女大戦 ZANBATSU』
    - 『モンスターハンター フロンティアG』
- PlayStation Vita Starter Kit
  - グレイシャー・ホワイト（Wi-Fiモデル）PCHJ-10029、2016年3月3日発売。
  - アクア・ブルー（Wi-Fiモデル）PCHJ-10030、2016年3月3日発売。16GBメモリーカードが付属
- PlayStation Vita 16GB バリューパック
  - ブラック（Wi-Fiモデル）PCHJ-10032、2017年11月22日発売。
  - アクア・ブルー（Wi-Fiモデル）PCHJ-10033、2017年11月22日発売。16GBメモリーカードが付属
- PlayStation Vita Days of Play Special Pack
  - シルバー（Wi-Fiモデル）PCHJ-10034、2018年6月8日発売。32GBメモリーカードが付属
- ソフト同梱モデル
  - FINAL FANTASY X/X-2 HD Remaster RESOLUTION BOX（Wi-Fiモデル）PCHJ-10009、2013年12月26日発売、ホワイトベースのオリジナルモデルに『FINAL FANTASY X HD Remaster』、『FINAL FANTASY X-2 HD Remaster』を同梱。
  - GOD EATER 2 Fenrir Edition（Wi-Fiモデル）PCHJ-10010、2013年11月14日発売、カーキ／ブラックベースのオリジナルモデルに『GOD EATER 2』、オリジナルストラップ、オリジナルクロスを同梱。
  - オトメイトスペシャルパック（Wi-Fiモデル）PCHJ-10011、2013年12月19日発売、ホワイト本体に『AMNESIA V Edition』および『薄桜鬼 鏡花録』のダウンロードコード、アニメーションDVD『AMNESIA V Star』を同梱。
  - ガンダムブレイカースターターパック（Wi-Fiモデル）PCHL-60001、2013年10月31日発売、ホワイトベースのオリジナルモデルに『ガンダムブレイカー』、限定ガンプラ2種を同梱。
  - ペルソナ4 ダンシング・オールナイト プレミアム・クレイジーボックス（Wi-Fiモデル）PCHJ-10027、2015年6月25日発売
  - Minecraft Special Edition Bundle（Wi-Fiモデル）PCHJ-10031、2017年7月21日発売

### PS Vita TV
日本では2013年11月14日に発売された据え置き型のPS Vitaである。ディスプレイとコントローラを内蔵しない代わりに外部ディスプレイとDUALSHOCK 3（DUALSHOCK 4はシステムソフトウェアver.3.10以降で対応）を使用することで一部のPS Vita用タイトルなどに対応する。タッチ操作が必要なソフトなどが未対応となっているが、タッチパッドを採用しているDUALSHOCK 4にも対応する。なお、DUALSHOCK 3でのタッチやフリック操作はタッチポインター機能を利用する。欧米では「PlayStation TV」の名称で販売され、ハードウェア的には日本のPS Vita TVと同じとされているが、本体カラーが黒色に変更。2016年2月末に出荷終了。

## 周辺機器・アクセサリー

### 純正
| 型番                                                              | 名称                       | PCH-1000 | PCH-2000 | 備考                                                                                            |
| ----------------------------------------------------------------- | -------------------------- | -------- | -------- | ----------------------------------------------------------------------------------------------- |
| SP65M                                                             | バッテリー                 | ○        | ×        | PCH-1000に内蔵。単体販売はない。                                                                |
| SP86R                                                             | バッテリー                 | ×        | ○        | PCH-2000に内蔵。単体販売はない。                                                                |
| PCH-Z041J                                                         | メモリーカード 4GB         | ○        | ○        |                                                                                                 |
| PCH-Z081J                                                         | メモリーカード 8GB         | ○        | ○        |                                                                                                 |
| PCH-Z161J                                                         | メモリーカード 16GB        | ○        | ○        |                                                                                                 |
| PCH-Z321J                                                         | メモリーカード 32GB        | ○        | ○        |                                                                                                 |
| PCH-Z641J                                                         | メモリーカード 64GB        | ○        | ○        |                                                                                                 |
| PCH-ZAC1J                                                         | ACアダプタ                 | ○        | ○        | 本体同梱。                                                                                      |
| PCH-ZCA1J                                                         | カーアダプタ               | ○        | ○        |                                                                                                 |
| PCH-ZCL1J                                                         | クレードル                 | ○        | ×        |                                                                                                 |
| PCH-ZHS1J                                                         | インナーイヤーヘッドセット | ○        | ○        |                                                                                                 |
| PCH-ZPC1J                                                         | ポータブルチャージャー     | ○        | ○        |                                                                                                 |
| PCH-ZPF1J                                                         | 保護フィルム               | ○        | ×        |                                                                                                 |
| PCHJ-15001                                                        | USBケーブル                | ○        | ×        | PCH-1000同梱。マルチユース端子のUSBケーブル。                                                   |
| PCHJ-15002                                                        | カードケース               | ―        | ―        |                                                                                                 |
| PCHJ-15003                                                        | ケース                     | ○        | ×        |                                                                                                 |
| PCHJ-15004                                                        | ポーチ                     | ○        | ○        |                                                                                                 |
| PCHJ-15005                                                        | トラベルポーチ             | ○        | ○        |                                                                                                 |
| PCHJ-15006 PCHJ-15007 PCHJ-15008 PCHJ-15014                       | キャリングポーチ           | ○        | ○        | ** 06 ブラック ** 07 ホワイト ** 08 ブルー ** 14 レッド                                         |
| PCHJ-15009 PCHJ-15010                                             | 本革ケース&ストラップ      | ○        | ○        |                                                                                                 |
| PCHJ-15015                                                        | アクセサリーパック（8GB）  | ○        | ○        | メモリーカード 8GBとPCHJ-15005とストラップとクロスのセット                                      |
| PCHJ-15016                                                        | アクセサリーパック（16GB） | ○        | ×        | メモリーカード 16GBとPCHJ-15003とストラップとクロスのセット                                     |
| PCHJ-15018                                                        | 保護フィルム               | ×        | ○        |                                                                                                 |
| PCHJ-15019                                                        | スタンド付きケーブル       | ×        | ○        |                                                                                                 |
| PCHJ-15020 PCHJ-15021 PCHJ-15022 PCHJ-15023 PCHJ-15024 PCHJ-15025 | ソフトケース               | ×        | ○        | ** 20 ブラック ** 21 ホワイト ** 22 ライムグリーン ** 23 ライトブルー ** 24 ピンク ** 25 カーキ |
|                                                                   | 電源コード                 | ○        | ○        | 本体同梱。                                                                                      |
|                                                                   | USBケーブル                | ×        | ○        | PCH-2000同梱。Micro B端子のUSBケーブル。                                                        |

## 反響

### 撤退の理由
本機の撤退の理由としては、下記のような理由が挙げられている。
- 背面のマルチタッチパッドを活かしたゲームが少なく、誤操作があるなど制作者泣かせであったこと。
- 構造的な問題により、左右スティックの操作性が著しく悪かったこと。（ただし、後期型やPS Vita TVでは一部改善。）
- PSPで発売され好評だった、キラータイトルの中で特に『モンスターハンター』の続編が発売されなかったこと。
- PSPソフトのエミュレーターを搭載したのに、UMDとの完全な互換性が存在しなかったこと。
- Vita独占/時限独占ソフトが少なく、Vita版ソフトを買う必要性が少なかったこと。また、独占/時限独占ソフトにキラーソフトになりえる程強力な作品がなかったこと。
- 主に日本で、ライバル機であるニンテンドー3DSとソフトのジャンルや量で勝らなかったこと。3DSの開発プロトコル(アーキテクチャ)がPSPとかなり似ていたこと。
- スマホゲームの流行により携帯ゲーム市場が縮小したこと。また、PS VitaのOSの挙動がスマートフォンに似ていたこと。
- PS3の性能を基準に作られており、PS Vitaの開発機の一部はPS3用の開発機と共用である。このため、PS3の次世代機にあたるPS4と並行してソフトを二重に出すことが難しく、PS VitaとPS4で同じゲームを実現させたソフトはほとんどがギャルゲー関連か、性能があまり必要ではないゲームしかなかったこと。最終的にPS3は2018年をもって新作のディスク向け作品からほぼ完全に引退しているため、それ以降のVitaの新作はさらに下火となった。
- データ保存に利用するメモリーカードが専用の独自規格のため生産数が少なく、汎用のSDメモリーカードに比べて価格が高かったこと。
- GPUには処理の重いプログラマブルシェーダーしか搭載されていないため、GPUに固定機能シェーダーが搭載されているニンテンドー3DSや最先端のプロセス技術を持つスマートフォンと比べてもシェーダーの電力効率が悪く、PS Vitaのシェーディング最適化が難しかったこと。
- 本体デザインがPSPの安易な焼き直しで、目新しい新作ソフトも少ないため、PSPと比較してもVitaは本体、ソフト共にマンネリ感が強かったこと。

このほかにも、ソニー社内ではスマートフォンを暇つぶしの道具程度にしか考えておらず、PlayStation Vitaの戦略にスマートフォンへの対抗策が盛り込まれなかった結果、先駆的だがタイミングを誤った要素が多数組み込まれたという指摘もある。デジタル配信がその一例として挙げられており、2012年時点での全世界におけるブロードバンドの普及率が低く、ゲームのダウンロードに時間がかかってしまうという難点があった。また、ソニー傘下のスタジオはPlayStation 4向けのソフトを作るのに積極的だった一方、Vita用ソフトの開発を後回しにしていたことに加え、PlayStation 4とVitaの売り上げに差があったことも衰退の一因となった。

### 問題・トラブル
焼損事故
独立行政法人製品評価技術基盤機構のもとにPlayStation Vitaが焼け焦げる現象が各国から31件報告されていることが2012年に報道された。これに関してソニー・コンピュータエンタテインメントジャパン（当時）は報道に関して基本的に間違いはなく濡れたまま充電したことが主な原因で欠陥ではなく、損傷があった場合は有償で交換するとし、本体およびUSBケーブルのマルチユース端子に、異物や液体が付着した状態で充電しないように注意を呼びかけた。
広告表示の問題
PlayStation Vitaの新発売の際、ソニー・コンピュータエンタテインメントアメリカ（SCEA）が虚偽の広告表示を行ったとされる問題。
米連邦取引委員会（FTC）は「PS Vitaを使えばPlayStation 3とのクロスプラットフォームでプレイすることができる」と宣伝されていたが実際には一部のタイトルに限られており、また両機種でソフトを購入する必要があったこと、クロスセーブはPlayStation Plusへの加入が必須であったことを十分に説明できてなかったと指摘している。またSCEAの広告代理店が社員のTwitterアカウントを通じて投稿がSCEAやその広告代理店の社員によるものだと明示的に示すことなしに、消費者に対して直接的に宣伝広告活動を行ったことも消費者に誤解を与えたとしている。
2014年、FTCは今後SCEAが誤解を招く広告表示を行うことを禁じ、2012年6月1日以前にPS Vitaを買った消費者に25ドルもしくは50ドル分のビデオゲームまたは商品券を提供することで和解した。